# Tabora (Schiff)
Die Tabora war ein Reichspostdampfer der Deutschen Ost-Afrika-Linie.

## Geschichte
Die am 18. April 1912 vom Stapel gelaufene Tabora, ein Fracht- und Fahrgastschiff für 316 Passagiere (116 I., 112 II., 88 III. Klasse), wurde am 29. Juni 1912 abgeliefert und dann im sogenannten Rund-um-Afrika-Dienst eingesetzt. Ihre |Schwesterschiffe waren die General sowie die Kigoma. Am 31. Juli 1914 traf sie aus Sansibar kommend in Daressalam in der deutschen Kolonie Deutsch-Ostafrika ein, kurz vor Ausbruch des Ersten Weltkrieges.
Ein Kriegseinsatz kam wegen der auffälligen Silhouette und des geringen und schlechten Kohlenbestandes und unzureichender Bewaffnungsmöglichkeiten nicht in Betracht. Sie wurde als Hilfslazarettschiff hergerichtet.
Im Februar 1916 wurde mit ihrem Ladegeschirr die Demontage des Tenders Adjutant unterstützt, der auseinandergenommen per Bahn zum Tanganjikasee transportiert werden sollte. Die Briten wurden durch diese Aktivitäten aufmerksam und am 23. März 1916 versenkten das Linienschiff Vengeance und der geschützten Kreuzer Challenger durch Geschützfeuer die Tabora.
Das gekenterte Wrack wurde erst 1955 aus dem Hafen entfernt.